# Белвил (Северна Каролина)
Белвил (енгл. Belville) град је у америчкој савезној држави Северна Каролина.

## Демографија
По попису из 2010. године број становника је 1.936, што је 1.651 (579,3%) становника више него 2000. године.
| Група             | 2000.       | 2010.         |
| Белци             | 230 (80,7%) | 1.441 (74,4%) |
| Афроамериканци    | 41 (14,4%)  | 335 (17,3%)   |
| Азијати           | 0 (0,0%)    | 19 (1,0%)     |
| Хиспаноамериканци | 8 (2,8%)    | 94 (4,9%)     |
| Укупно            | 285         | 1.936         |